# 橋津村
橋津村（はしづそん）は、鳥取県東伯郡にあった村。現在の東伯郡湯梨浜町の一部にあたる。

## 地理
橋津川の河口に位置し、北は日本海に面していた。馬の山西側の山すそに帯状の集落を形成していた。

## 歴史
- 1884年（明治17年）8月1日、橋津郵便局（5等）開設[2][3]。1897年（明治30年）3月26日、橋津郵便電信局（3等）となり電報取扱を開始[2][3]。1903年（明治36年）4月1日、橋津郵便局（3等）となり[3]、1921年（大正10年）電話通話開始[2]。
- 1889年（明治22年）10月1日、町村制の施行により、河村郡上橋津村、橋津村、宇野村、赤池村が合併して村制施行し、橋津村が発足[1][2]。旧村名を継承した上橋津、橋津、宇野、赤池の4大字を編成[2]。
- 1891年（明治24年）10月23日、大字宇野が分立し宇野村が発足[1][2]。3大字となる[2]。
- 1896年（明治29年）4月1日、郡の統合により東伯郡に所属[2]。
- 1905年（明治38年）橋津大火で民家63戸、浜倉8棟が焼失[2]。
- 1953年（昭和28年）4月1日、東伯郡長瀬村、浅津村、宇野村と合併し、町制施行し羽合町を新設して廃止された[1][2]。合併後、羽合町大字上橋津・橋津・赤池となる[2]。

## 産業
- 漁業、農業、運輸業[2]
- 海運業が盛んであったが、1919年（大正8年）橋津港からの輸出が途絶えた[2]。
- 1894年（明治27年）金融・倉庫業の奨恵合資会社設立[2]。1912年（明治45年）奨恵銀行に改組し、倉庫部が1919年に社団法人奨恵社農業倉庫となる[2]。

## 交通

### 乗合バス
- 1935年（昭和10年）日ノ丸自動車が橋津線の定期バス運行開始[2]。

### 港湾
- 橋津港[2]。

## 教育
- 1873年（明治6年）橋津学校開校[2]。

## 名所・旧跡
- 橋津古墳群[2]
- 橋津の藩倉